# Maianthemum fusciduliflorum
Maianthemum fusciduliflorum är en sparrisväxtart som först beskrevs av Shoichi Kawano, och fick sitt nu gällande namn av Sing Chi Chen och Shoichi Kawano. Maianthemum fusciduliflorum ingår i släktet ekorrbärssläktet, och familjen sparrisväxter. Inga underarter finns listade i Catalogue of Life.